# Atletismo en los Juegos de la Commonwealth Británica de 1974: 400 metros con vallas masculino
La prueba masculina de 400 metros con vallas de los Juegos de la Commonwealth Británica de 1974 se celebró el 27 y el 29 de enero en el Parque Queen Elizabeth II en Christchurch, Nueva Zelanda. 

## Medallistas
| Oro                    | Plata                 | Bronce            |
| Alan Pascoe Inglaterra | Bruce Field Australia | Bill Koskei Kenia |

## Resultados

### Series
Realizado el 27 de enero
Clasificación: Los primeros 5 de cada serie (Q) y el siguiente más rápido (q) clasifican para las semifinales.
| Puesto | Serie | Nombre           | Nacionalidad       | Tiempo (segundos) | Observaciones |
| ------ | ----- | ---------------- | ------------------ | ----------------- | ------------- |
| 1      | 1     | Fatwell Kimaiyo  | Kenia              | 52.1              | Q             |
| 2      | 1     | Alan Pascoe      | Inglaterra         | 53.0              | Q             |
| 3      | 1     | Silver Ayoo      | Uganda             | 53.2              | Q             |
| 4      | 1     | Gladstone Agbamu | Nigeria            | 53.9              | Q             |
| 5      | 1     | Wynford Leyshon  | Gales              | 54.0              | Q             |
| -      | 1     | Sakaraia Tuva    | Fiyi               | No comenzó        |               |
| 1      | 2     | Bruce Field      | Australia          | 51.42             | Q             |
| 2      | 2     | Bill Hartley     | Inglaterra         | 52.5              | Q             |
| 3      | 2     | Colin O'Neill    | Gales              | 52.6              | Q             |
| 4      | 2     | Bill Koskei      | Kenia              | 52.7              | Q             |
| 5      | 2     | Rendell McIntosh | Nueva Zelanda      | 53.1              | Q             |
| 6      | 2     | Iroa Pamoa       | Papúa Nueva Guinea | 54.28             |               |
| 1      | 3     | Cosmas Silei     | Kenia              | 51.7              | Q             |
| 2      | 3     | Gary Knoke       | Australia          | 52.30             | Q             |
| 3      | 3     | Roger Johnson    | Nueva Zelanda      | 52.9              | Q             |
| 4      | 3     | John Sherwood    | Inglaterra         | 52.87             | Q             |
| 5      | 3     | Berwyn Price     | Gales              | 53.0              | Q             |
| 6      | 3     | Seru Gukilau     | Fiyi               | 53.0              | q             |

### Semifinales
Realizado el 27 de enero
Clasificación: Los primeros 4 de cada semifinal (Q) califican directamente para la final.
| Puesto | Serie | Nombre           | Nacionalidad  | Tiempo     | Notas |
| ------ | ----- | ---------------- | ------------- | ---------- | ----- |
| 1      | 1     | Fatwell Kimaiyo  | Kenia         | 49.8       | Q     |
| 2      | 1     | Bill Hartley     | Inglaterra    | 50.4       | Q     |
| 3      | 1     | Gary Knoke       | Australia     | 50.60      | Q     |
| 4      | 1     | Colin O'Neill    | Gales         | 52.3       | Q     |
| 5      | 1     | Roger Johnson    | Nueva Zelanda | 52.45      |       |
| 6      | 1     | Berwyn Price     | Gales         | 52.80      |       |
| 7      | 1     | Seru Gukilau     | Fiyi          | 52.88      |       |
| 8      | 1     | Gladstone Agbamu | Nigeria       | 53.74      |       |
| 1      | 2     | Bruce Field      | Australia     | 49.49      | Q     |
| 2      | 2     | Bill Koskei      | Kenia         | 49.6       | Q     |
| 3      | 2     | Alan Pascoe      | Inglaterra    | 50.4       | Q     |
| 4      | 2     | Cosmas Silei     | Kenia         | 50.7       | Q     |
| 5      | 2     | Silver Ayoo      | Uganda        | 51.87      |       |
| 6      | 2     | Rendell McIntosh | Nueva Zelanda | 51.95      |       |
| 7      | 2     | Wynford Leyshon  | Gales         | 52.64      |       |
| -      | 2     | John Sherwood    | Inglaterra    | No comenzó |       |

### Final
Celebrada el 29 de enero.
| Puesto            | Carril | Nombre          | Nacionalidad | Tiempo |
| ----------------- | ------ | --------------- | ------------ | ------ |
| Medalla de oro    | 8      | Alan Pascoe     | Inglaterra   | 48.83  |
| Medalla de plata  | 5      | Bruce Field     | Australia    | 49.32  |
| Medalla de bronce | 4      | Bill Koskei     | Kenia        | 49.34  |
| 4                 | 7      | Fatwell Kimaiyo | Kenia        | 49.63  |
| 5                 | 1      | Cosmas Silei    | Kenia        | 50.02  |
| 6                 | 3      | Bill Hartley    | Inglaterra   | 50.20  |
| 7                 | 6      | Gary Knoke      | Australia    | 50.23  |
| 8                 | 2      | Colin O'Neill   | Gales        | 50.58  |